# ياكوفليف إير-5
ياكوفليف إير-5 (بالإنجليزية: Yakovlev AIR-5)‏ هي من صناعة ياكوفليف. كان أول طيران لها في 1931.